# La Mothe-en-Bassigny
Pour les articles homonymes, voir La Mothe.
Le site de La Mothe-en-Bassigny, sur les communes d'Outremécourt et de Soulaucourt-sur-Mouzon dans l'ancien Duché de Bar et actuellement en Haute-Marne, n'est plus de nos jours qu'une colline couverte de forêt. On y découvre des amas confus de pierres, témoins d'un passé douloureux. Ici se trouvait, avant 1645, la citadelle de La Mothe.

## Historique
La place forte a été fondée en juillet 1258, par une charte (charte d'affranchissement du château de Saint-Hilairemont, ancien nom de La Mothe) du comte de Bar Thiébaut II, sur un promontoire isolé de 506 mètres d'altitude, terre champenoise prise à Joinville, en limite du duché de Lorraine, qui est alors un État d'Empire. Grâce à sa position et à son architecture fortifiée, elle devient, plus tard, la ville la plus puissante de Lorraine après la capitale du duché, Nancy. Important centre commercial et militaire, la cité va compter alors jusqu'à 4 000 habitants et soldats.
En 1506 et 1580, les États y furent réunis pour la rédaction de la coutume du Bassigny.

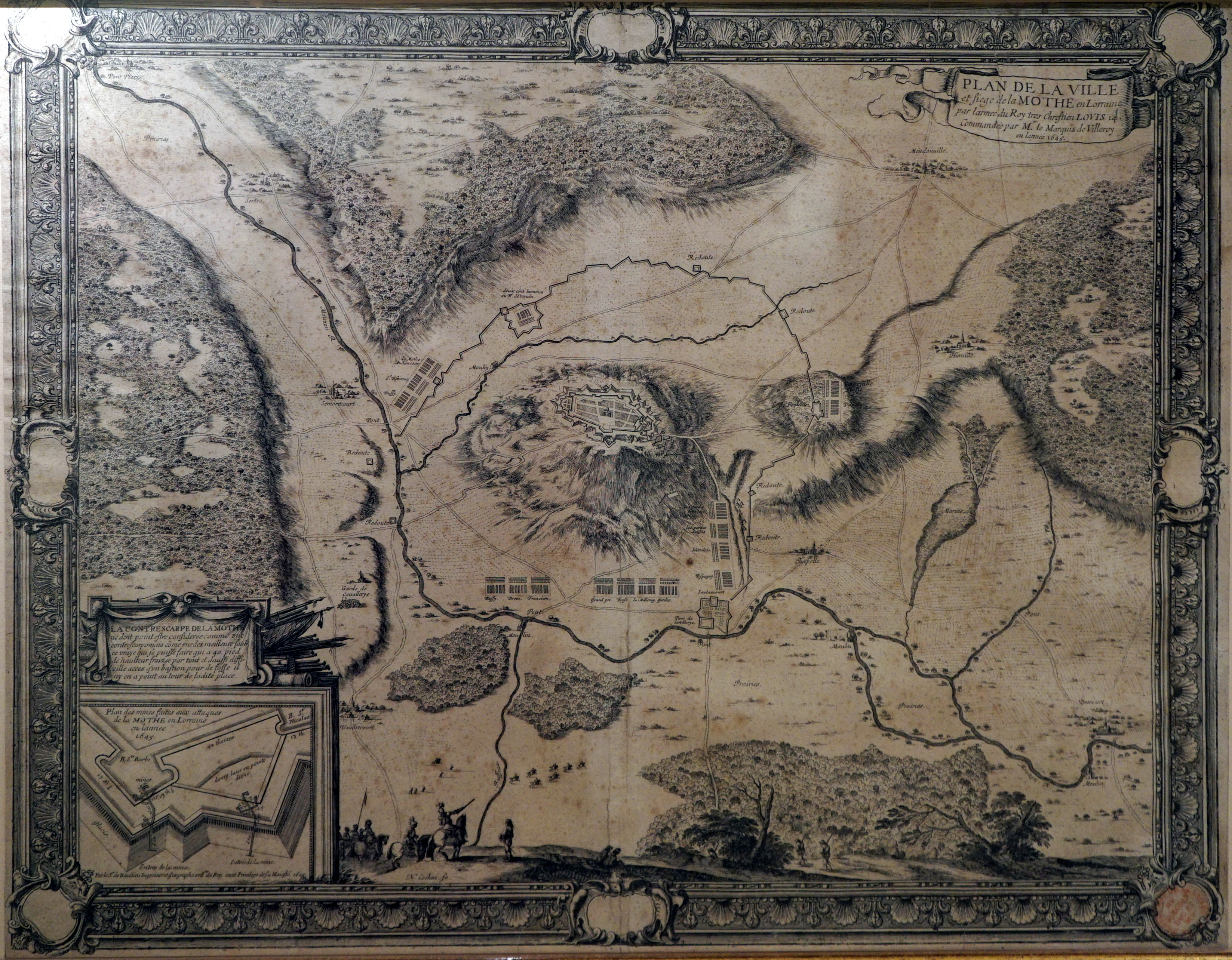
Plan de la ville et siège de La Mothe en Lorraine par l'armée du roy tres chrestien Louis 14, commandée par Mr le Marquis de Villeroy en l'année 1645.

Au XVIIe siècle, pendant la guerre de Trente Ans, le duc de Lorraine prend parti pour son suzerain, l'empereur, contre son cousin le roi de France. Charles IV de Lorraine perd rapidement toutes ses possessions excepté La Mothe, qui ne se rend au cardinal de Richelieu que le 26 juillet 1634, après 141 jours de ce premier siège, et malgré la résistance menée par le gouverneur Antoine d'Isches, tué par un boulet de canon le 21 juin 1634. C'est le marquis de Villeroy qui, en prenant le  commandement des forces royales le 24 juin 1634, réduit en quatre jours le bastion Sainte-Barbe.
Rétrocédée au duc en 1641, la ville est à nouveau soumise à un siège, du 25 juillet au 31 août 1642, puis libérée par Charles IV qui écrase l'armée française à Liffol-le-Grand.
La ville est de nouveau assiégée dès décembre 1642, jusqu'à la mort de Louis XIII en mai 1643. Dès qu'il sent son pouvoir suffisamment affermi, Mazarin poursuit l'œuvre de son prédécesseur et ordonne à Pierre Magalotti de reprendre le siège le 4 décembre 1644. La ville se défend vaillamment et Magalotti est tué sous le bastion de Vaudémont d'un coup de mousquet tiré par le chanoine Héraudel. Les bombes (utilisées pour la première fois dans un conflit en Europe), le froid, puis la famine ont cependant raison des assiégés qui se rendent le 1er juillet 1645, après 205 jours de résistance.
Contrairement à ce qui avait été convenu lors des accords de reddition, Mazarin fait démolir non seulement les fortifications, mais aussi tous les bâtiments : la ville est entièrement rasée. La population qui est chassée de la ville-forte est alors évaluée à 3 000 personnes.
La dernière délibération de la communauté de La Mothe est présentée et discutée par J. Marchal (1894).

## Mémoire

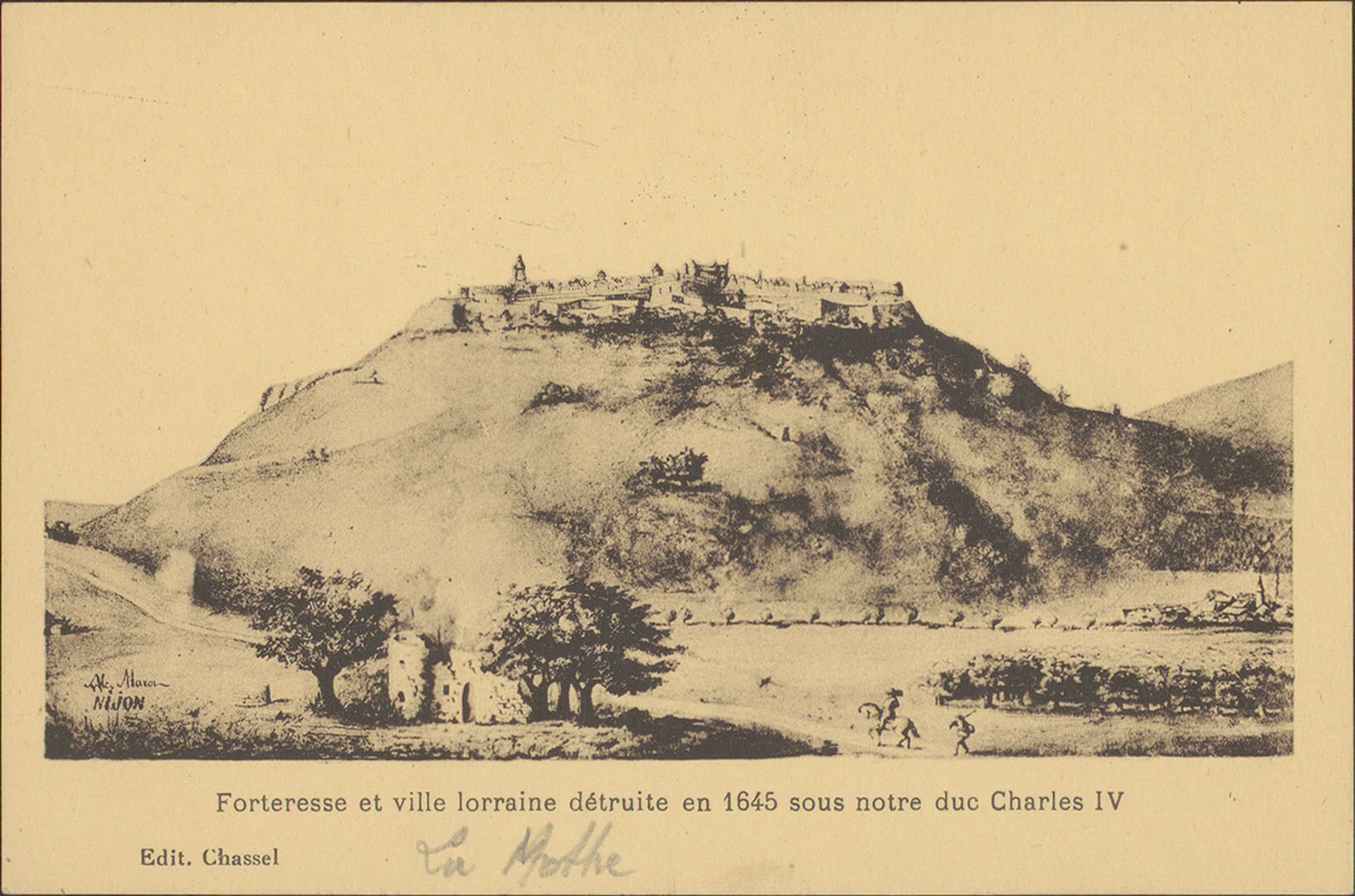
Carte postale représentant « la forteresse et ville lorraine de La Mothe-en-Bassigny détruite en 1645 sous notre duc Charles IV ».

Après une existence de 387 ans, La Mothe qui, de 1634 à 1645, a résisté à quatre reprises à l'armée du roi de France, n'est plus qu'une vaste ruine. Cela marque la fin de la Lorraine en tant qu'État pleinement souverain. Les ducs de Lorraine qui suivront dépendront fortement de la volonté des Bourbon de France, jusqu'au rattachement officiel à la France en 1766.
Cet épisode  est resté longtemps une blessure profonde pour les Lorrains. Aussi après le découpage de la France en départements, on fit faire à la frontière de la Haute-Marne un petit décrochage pour y inclure le site de La Mothe. Ceci permit de rattacher à la Champagne, région fondatrice du royaume de France, un symbole potentiellement dangereux pour l'unité nationale.
La destruction de La Mothe fit dès le XVIIIe siècle l'objet d'un poème longtemps connu parmi les Lorrains :
Toi qui cherches La Mothe au milieu d'elle-même,

Et qui n’y trouves rien de ce qu’elle a été,

Vois ces murs, ces rochers, qui font, de tous côtés,

Les honteux monuments d’une rigueur extrême.

Vois ces affreux monceaux de pierres et de bois,

Qui semblent dans leur ombre et parmi leur ruine

Pouvoir donner encore des peurs et des effrois

A ceux qui travaillaient à sa fatale mine.

Ce funeste débris, ce vaste cimetière,

C’est La Mothe. Tu peux la connaître en un point :

C’est que, bien qu’abattue, elle donne matière

De crainte aux ennemis et de n’en avoir point.

## Vestiges

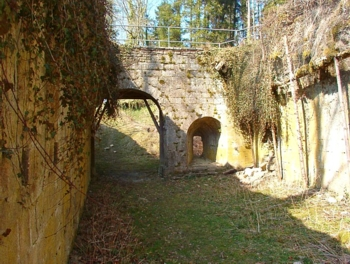
Porte souterraine.
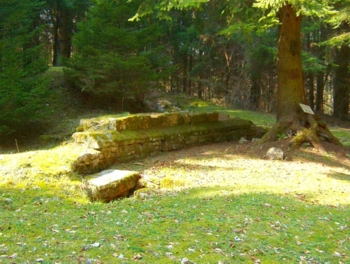
Reste du chevet de la collégiale.
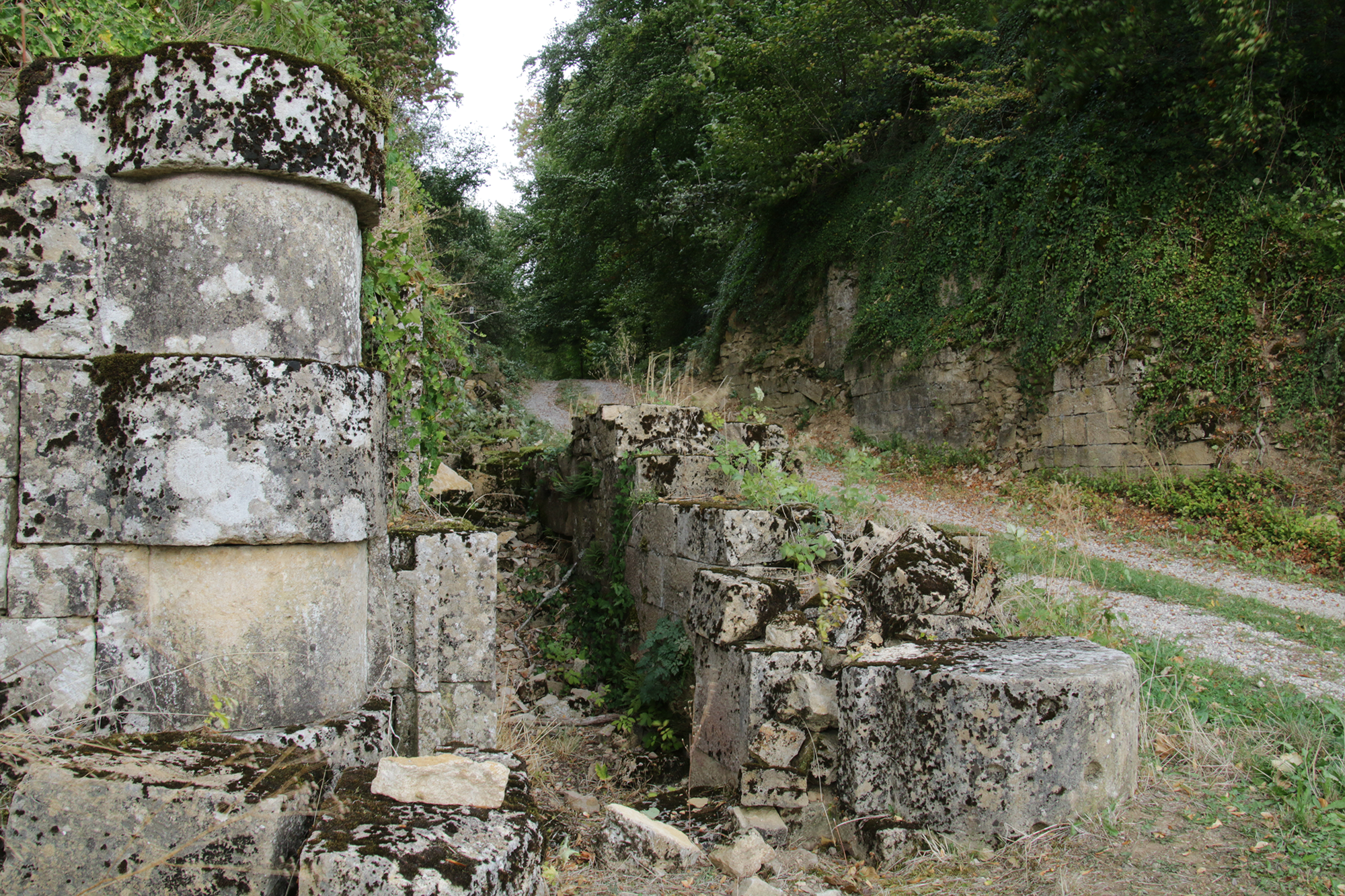
Porte principale (passage piéton à gauche, passage principal à droite).

## Les défenseurs de La Mothe
Les signataires de la reddition Faict à La Mothe le dernier jour de juin mil six cent quarante-cinq .
- Rémion : colonel d'infanterie, homme de confiance de Cliquot et témoin secret de la tentative de corruption par Saint-Marc.
- H. Saintoin : Erard de Lavaulx, seigneur de Saint-Ouen-lès-Parey, se livra comme otage aux Français.
- Germainvilliers : Antoine Sarrazin, fils de Jean-Baptiste Sarrazin, lieutenant-colonel, conseiller du gouverneur Cliquot.
- Lavosges.
- C. de la Mothe[5].
- Provancher.
- François Aymé (auteur des Esmez de Deutout, puis Esmez-Deutout, seigneur de Martinvelle), colonel du régiment d'Épinal.
- N. Le Noir.
- Sainctouain : Hector de Lespine, colonel, qui transmit la seigneurie de Saint-Ouen à sa fille, épouse d'Erard de Lavaulx.
- De Mussy.
- De Marne.
- Mailfert.
- P. Gautier.
- Formouze.
- Roncourt : René de Roncourt, sénéchal de La Mothe, capitaine des bourgeois, puis sénéchal de Bourmont.
- Malcuyt : Paul Malcuyt, militaire. Il avait un frère, lieutenant, qui fut tué lors d'un siège de La Mothe.
- Willermin : Charles de Willermin, fils de Claude de Willermin, officier de la garnison.
- De Karbonnet.
- Bonviller : Jacques d'Ourches (v. 1610-1668), fils de Marguerite Héraudel[6], dame de Sauville en 1609, et de François d'Ourches. Colonel-propriétaire du 1er régiment de cavalerie d'Ourches (régiment lorrain), seigneur de Bonvillet[7].
- François di Vomcel.
- La Coste.

## Hommages
Le 7 juin 1897 on inaugure, là où était la place du Palais du gouvernement, un monument financé par souscription. A cette occasion, le poète et écrivain Alcide Marot lut un long poème en alexandrin intitulé La Mothe.

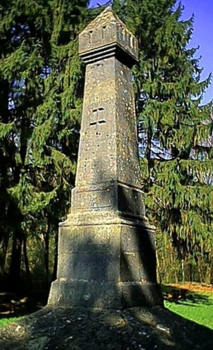
Monument érigé en 1896 sur l'emplacement du château disparu.

Le site de La Mothe fait l’objet d’un classement au titre des monuments historiques depuis le 10 août 1923 pour la forteresse, et depuis le 4 octobre 2001 pour l'ancienne cité,. D'importants travaux de restauration y ont été effectués.
Le site est inscrit dans une gigantesque réserve Natura 2000 partagée entre la Haute-Marne et les Vosges.

### Association pour La Mothe
En 2005, l'Association pour La Mothe a été fondée pour mettre en valeur et sauvegarder les monuments et ruines existants sur le site de l'ancienne citadelle de la Mothe et alentours.
- https://www.lamothe-bassigny.fr/

### Fictions
- Le Chasseur de La Mothe (roman historique sur les sièges et la destruction de la vieille forteresse lorraine), Alcide Marot, éd. Mathouillot, 1892
- Les Dernières Violettes de La Mothe, Gilles Laporte, éd. Eska, 1997,  (ISBN 2869116136)
- La Mothe, colline oubliée, film documentaire dvd de 26 minutes, d'après le roman de Gilles Laporte, réal. Christophe Voegelé, coprod. Visuel Création et France 3 Lorraine-Champagne-Ardenne, 2003